# Platysenta pallescens
Platysenta pallescens är en fjärilsart som beskrevs av Shigero Sugi 1970. Platysenta pallescens ingår i släktet Platysenta och familjen nattflyn. Inga underarter finns listade i Catalogue of Life.